# Tiger House
Tiger house è un film del 2015 diretto da Thomas Daley, con protagonista Kaya Scodelario.

## Trama
Kelly si intrufola nella casa del suo ragazzo, ma stasera non è l'unico visitatore indesiderato. Mentre la situazione va fuori controllo, la casa di periferia diviene un'arena di violenza terrificante.

## Produzione
Il film è stato prodotto dalla Glass Man Films, con sede nel Regno Unito, e dalla Tiger House Film, con sede in Sudafrica, e le riprese sono iniziate nel febbraio 2014 a Città del Capo. Con un cast di nove attori, le riprese sono durate cinque settimane. La post-produzione del film è stata completata nel Regno Unito.

## Accoglienza
Il film è stato accolto molto negativamente dalla critica, ottenendo solo il 16% di recensione positive su Rotten Tomatoes.